# Алю, Деджи
Деджи Алю (англ. Deji Aliu; род. 22 ноября 1975) — нигерийский легкоатлет, призёр Олимпийских игр.
Деджи Алю родился в 1975 году в Лагосе. В 1996 году принял участие в Олимпийских играх в Атланте, но не завоевал медалей. В 1999 году стал бронзовым призёром чемпионата мира в эстафете 4×100 м, но впоследствии команда была дисквалифицирована за применение допинга. В 2000 году принял участие в Олимпийских играх в Сиднее, но не завоевал медалей. В 2004 году на Олимпийских играх в Афинах стал бронзовым призёром в эстафете 4×100 м. 